# USS Merrimack (1855)
La USS Merrimack, varata nel 1855, è stata la seconda unità della US Navy a portare questo nome, derivante dal fiume Merrimack vicino al quale sorgeva il cantiere nella quale è stata costruita, e capoclasse della classe omonima di fregate a vela e vapore (le altre erano USS Wabash, USS Roanoke, USS Niagara, USS Minnesota e USS Colorado).
La nave effettuò diverse crociere operative e nel 1857 fu ammiraglia del Pacific Squadron della US Navy. Per l'intenso uso operativo la nave venne messa in ordinaria (cioè in disarmo per lavori di manutenzione) il 16 febbraio 1860.

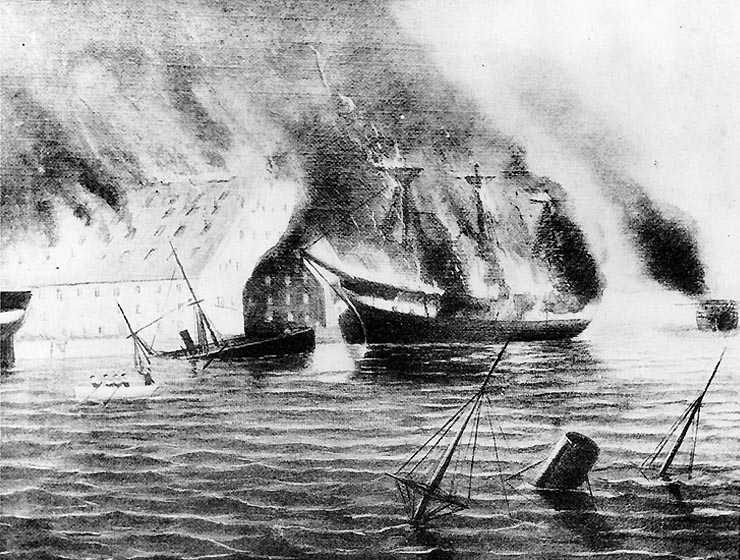
La USS Merrimack in fiamme durante l'incendio del Norfolk Navy Yard, 20 aprile 1861.

Allo scoppio della guerra di Secessione la nave si trovava nell'arsenale militare di Gosport, ora Norfolk Navy Yard, quando la base venne abbandonata dalle navi che lo potevano. Nonostante il precario stato dei motori, dei quali era stata già programmata la sostituzione, la nave venne tenuta con le caldaie in pressione per poter uscire ma i Confederati bloccarono il canale affondando alcune barche. La nave venne quindi bruciata fino alla linea di galleggiamento per renderla inutilizzabile ed abbandonata. Il 20 aprile 1861 i Confederati entrarono in possesso dell'Arsenale di Gosport e quindi anche del relitto, che in seguito sarebbe stato usato come base per la ricostruzione della fregata corazzata CSS Virginia.